# Райские птицы-паротии
 Райские птицы-паротии (лат. Parotia) — род семейства райских птиц, включающий в себя шесть видов.
Все паротии являются эндемиками Новой Гвинеи. Образ жизни рода малоизучен. Самцы полигамны, не участвуют в высиживании и выращивании потомства. Обычно откладывается одно яйцо, реже — 2-3. Окраска самок, в отличие от самцов, неяркая. У самцов на голове по шесть больших перьев.
Несмотря на довольно ограниченный ареал, паротии обитают в основном в труднодоступных районах, их популяции мало подвержены опасности исчезновения (статус LC).

## Галерея

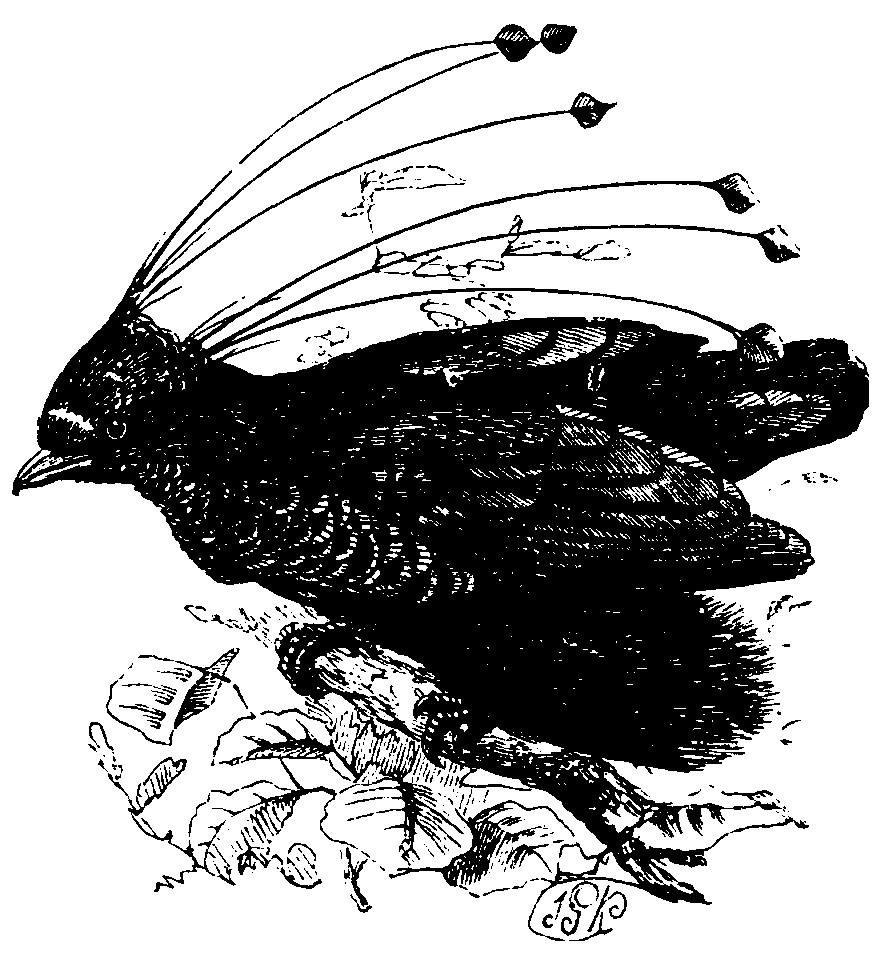
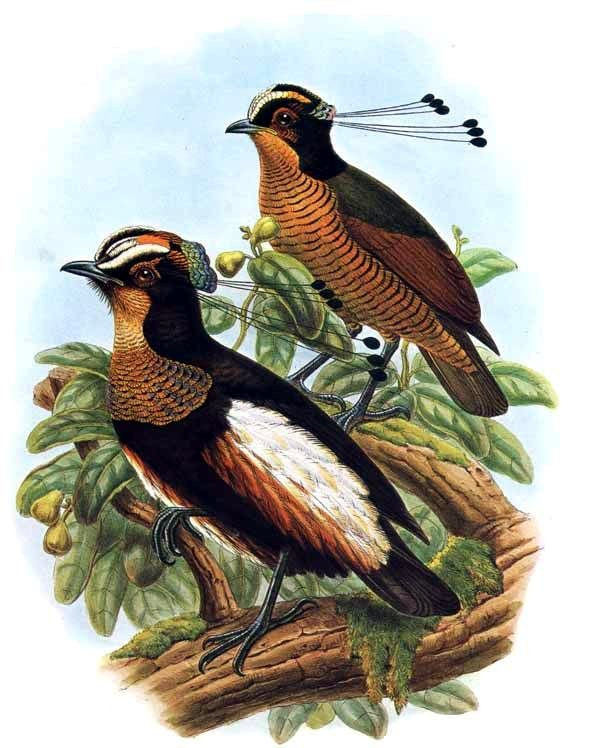
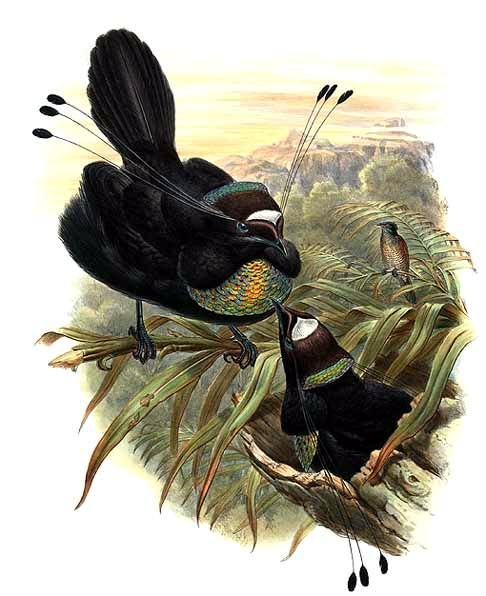
Западная паротия